# Álvaro Gutiérrez Felscher
Álvaro Gutiérrez Felscher (Montevideo, 21 de juliol de 1968) és un exfutbolista uruguaià. Ocupava la posició de migcampista. Actualment és l'entrenador de l'equip de futbol Universitario Lima.

## Trajectòria
Després de despuntar al Bellavista, la temporada 91/92 passa al CA Peñarol, i un any després, al Nacional de Montevideo, on milita tres anys. L'estiu de 1995 fitxa pel Reial Valladolid, on qualla dues temporades com a titular a l'equip castellà.
La temporada 97/98 deixa de comptar al Valladolid i passa mitja temporada al Rayo Vallecano com a cedit. La temporada 98/99 la seua aportació al club blanc-i-violeta es resumeix en onze minuts, retornat al seu país per jugar amb el Bellavista i el Liverpool de Montevideo.
Torna a la competició espanyola fitxant per l'Sporting de Gijón, que militava a Segona Divisió, tot i que només juga 10 partits abans de recalar de nou al Bellavista, on es retira el 2002.

## Selecció
Gutiérrez ha estat 45 vegades internacional amb la selecció de futbol de l'Uruguai, tot marcant un gol. Amb el seu país, va guanyar la Copa Amèrica de 1995.